# Cetologia

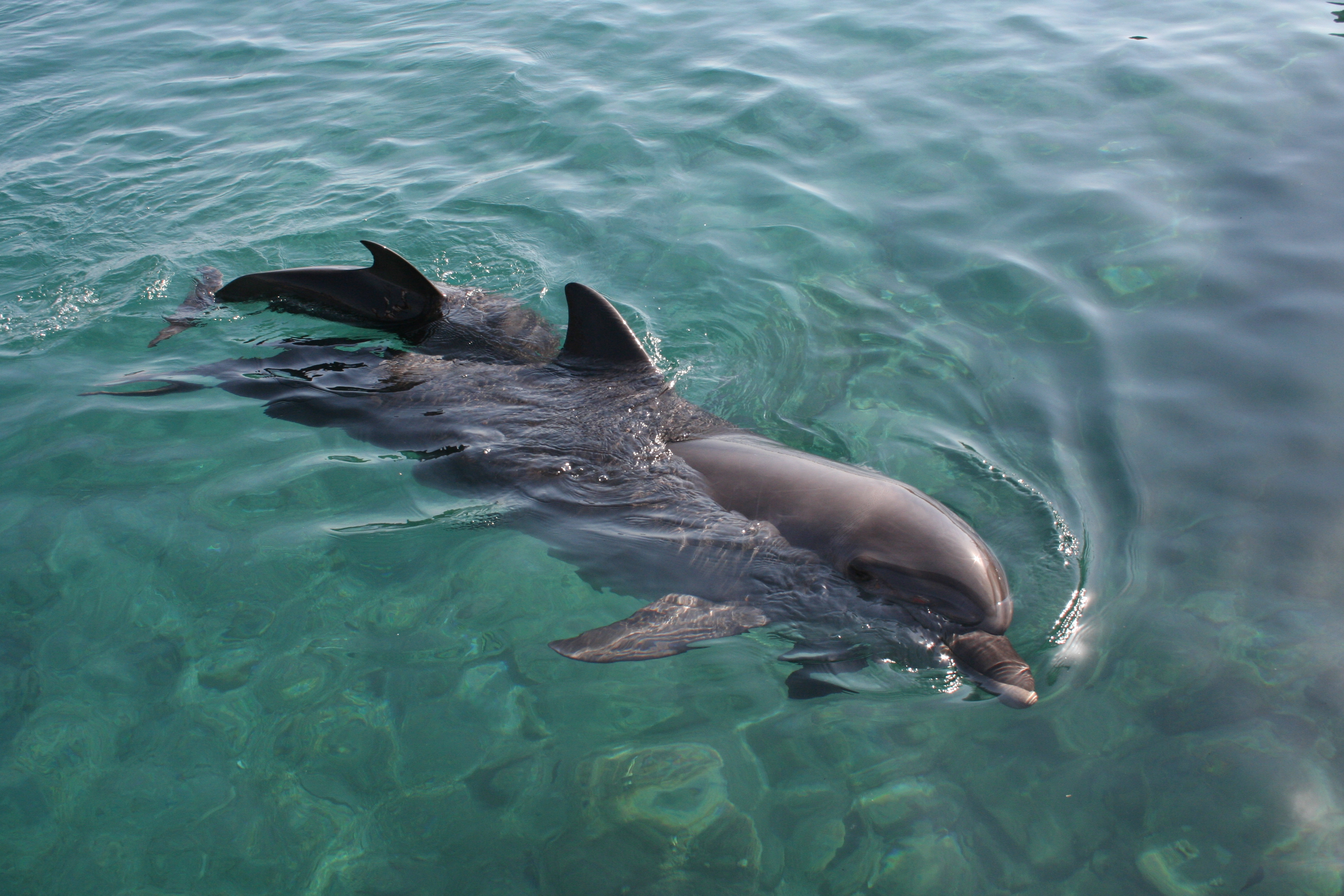

A cetologia (do grego κητος, cetus, "baleia"; e λόγος, logos, "estudo") é um ramo da zoologia que estuda a vida e o comportamento dos cetáceos, que são mamíferos marinhos que compreendem as baleias, golfinhos e marsuínos.